# Genyornis
Genyornis newtoni – duży wymarły nielotny ptak, który występował w Australii ok. 1,6 mln – 40 tys. lat temu (plejstocen). Jego wymarcie nastąpiło mniej więcej w tym samym czasie co wielu innych australijskich przedstawicieli megafauny i zbiegło się w czasie z przybyciem ludzi na ten kontynent. Był mięsożercą. Masywny, przystosowany do gruchotania kości dziób daje podstawę do przypuszczeń, że podobnie jak współczesne hieny był zarówno padlinożercą, jak i myśliwym. Jego najbliższymi współcześnie żyjącymi krewnymi są blaszkodziobe ptaki wodne. Osiągał 2 m wzrostu. Występował zarówno w lasach, jak i na otwartych trawiastych przestrzeniach. Znalezione obok jego kości wykonane przez ludzi przedmioty świadczą, że przez jakiś czas przedstawiciele tego gatunku występowali wspólnie z pierwszymi ludźmi zamieszkującymi Australię. Szczątki kostne genyornisa odkryto obok jeziora Callabonna oraz w Naracoorte Caves (południowa Australia), a także w Cuddie Springs (Nowa Południowa Walia). Wokół jego szczątków odkryto kamienie żołądkowe, połykane w celu ułatwienia trawienia pokarmu. Do tego ptaka przypisuje się również ponad 700 odkrytych skorupek jaj. Ponieważ Genyornis wymarł w stosunkowo krótkim czasie, przyczyną tego nie mogły być zmiany klimatu. Niektórzy badacze traktują to jako dowód na to, że to człowiek spowodował wymarcie większości australijskiej megafauny.